# Loucrup

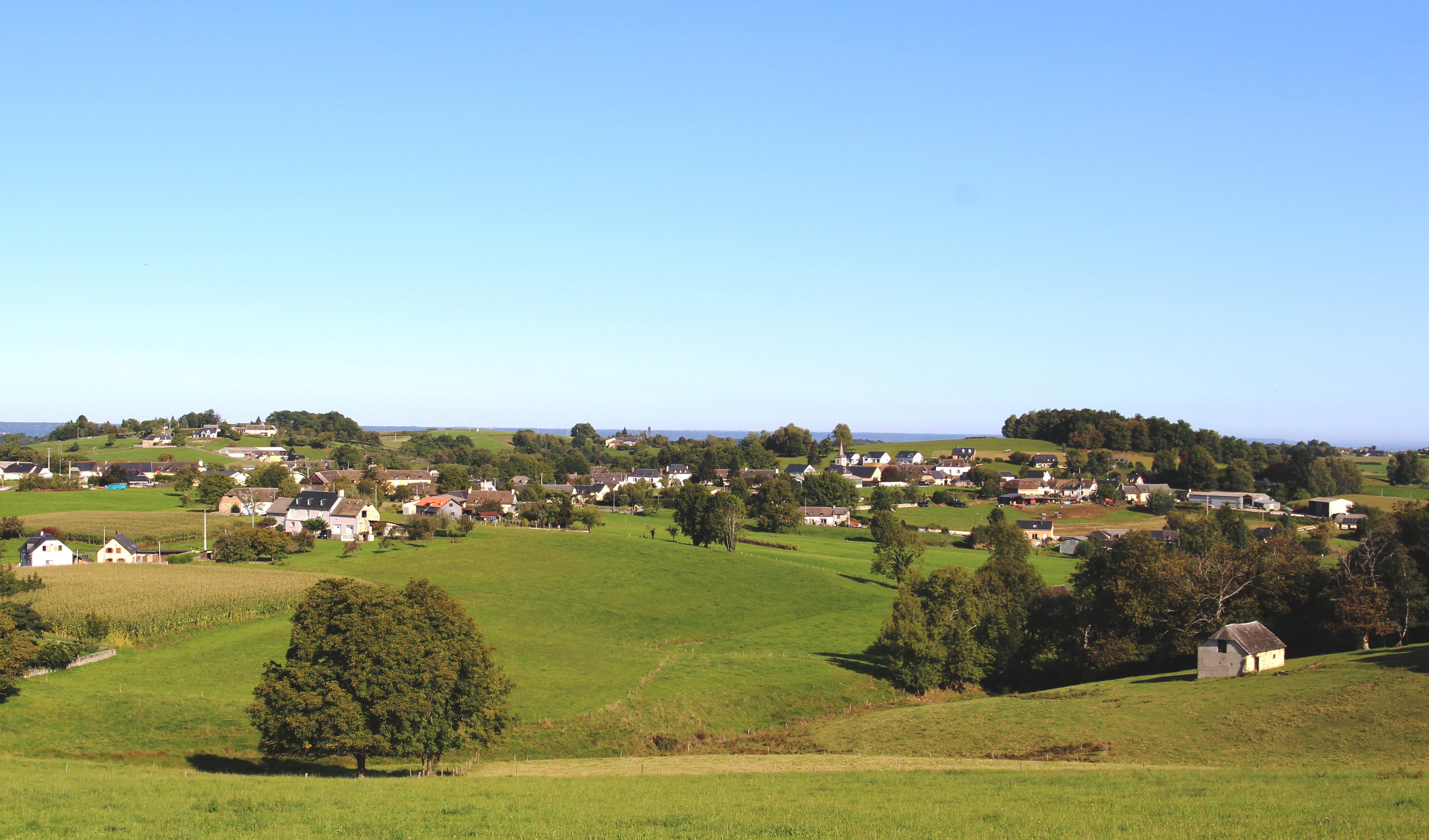
Loucrup – Ortsansicht von Süd nach Nord

Loucrup (okzitanisch Locrup) ist eine südfranzösische Gemeinde mit 256 Einwohnern (Stand 1. Januar 2022) im Département Hautes-Pyrénées in der Region Okzitanien.

## Lage und Klima
Die Gemeinde Loucrup liegt im Pyrenäenvorland in einer Höhe von ungefähr 525 m. Die nächstgelegene Stadt Tarbes befindet sich ca. 15 km nördlich. Das Klima ist gemäßigt bis warm; Regen (ca. 870 mm/Jahr) fällt hauptsächlich im Winterhalbjahr.

## Bevölkerungsentwicklung
| Jahr                     | 1800 | 1851 | 1901 | 1954 | 1999 | 2016 |
| ------------------------ | ---- | ---- | ---- | ---- | ---- | ---- |
| Einwohner                | 224  | 374  | 286  | 175  | 202  | 222  |
| Quelle:Cassini und INSEE |      |      |      |      |      |      |

Wegen der durch die Reblauskrise im Weinbau ausgelösten Landflucht zu Beginn des 20. Jahrhunderts und der zunehmenden Mechanisierung der Landwirtschaft ging die Einwohnerzahl der Gemeinde seit dem ausgehenden 19. Jahrhundert kontinuierlich zurück. Wegen der Nähe zur Stadt Tarbes hat Ende des 20. Jahrhunderts ein neues Bevölkerungswachstum eingesetzt.

## Wirtschaft
Die Gemeinde ist nahezu ausschließlich landwirtschaftlich orientiert.

## Geschichte
Loucrup gehört wahrscheinlich schon seit dem 9. oder 10. Jahrhundert zur ehemaligen Grafschaft Bigorre. Der alte Ortsname Locrup ist im frühen 14. Jahrhundert erstmals urkundlich belegt.

## Sehenswürdigkeiten
- Die Pfarrkirche Saint-Martin stammt aus den 1860er Jahren.[3]
- Ein halbverfallener überdachter Waschplatz (lavoir) steht am Ortsrand.